# آدرین ماتنت
آدرین ماتنت (انگلیسی: Adrien Mattenet؛ زادهٔ ۱۵ اکتبر ۱۹۸۷) یک بازیکن تنیس روی میز اهل فرانسه است. 
وی در مسابقات کشوری و بین‌المللی در مجموع برنده ۱ مدال طلا، ۱ مدال برنز شده‌است.